# Étienne Annaotaha
Étienne Annaotaha (?-1660) était un chef huron chrétien reconnu pour son courage et ses exploits sur l'ennemi.
En 1650, il accompagna une partie de son peuple qui fuyait la Huronie, face aux envahisseurs iroquois ayant le « bâton à feu » fourni par les Hollandais, pour se réfugier à Québec. Il prit part à la bataille de Long Sault en 1660 aux côtés des Français et y mourut.